# ギ・リジェ
ギ・カミーユ・リジェ（Guy Camille Ligier, 1930年7月12日 - 2015年8月23日）は、フランス、ヴィシー出身の元ラグビー選手、元レーシングドライバー、実業家。

## 略歴
7歳で孤児となった彼は1940年代後半、地元ヴィシーの精肉店で手伝いとして働いていた頃にラグビー選手として名を挙げる。事業での成功を決意し、貯金をしてブルドーザーを購入、建設業を始めた。ラグビー選手としての経歴はフランス・ナショナルチームでプレーした後引退し、その後フランス国内での2輪レースに参戦、続いてエルヴァと共にフォーミュラ・ジュニアに参戦した。レーサー引退後はレーシングカー・コンストラクターへ転身しレースへの参戦を継続することになる。

## レース活動
フランスでは道路建設ブームとなり、リジェは建築業での売り上げを拡大する。この期間に地元政治家のフランソワ・ミッテランやピエール・ベレゴヴォワとの深い交友関係を築く。
レース活動では、ドライバーとして1960年代後半にポルシェでスポーツカーレースへの参戦を開始し、プライベイターとしてクーパー-マセラティやブラバム-レプコでF1にも参戦した。どちらも成功することは叶わず、1968年にジョー・シュレッサーと組んで2台のマクラーレン製フォーミュラ2カーを購入した。シュレッサーはその年のF1デビュー戦、フランスGPで事故死し、リジェはもう十分自らのレース活動に満足したとしてレーシングドライバーから引退する。彼は自身がレースに出場する代わりに、レーシングカーを製作することを決意。カーデザイナーに同郷のミッシェル・テツを起用してリジェ・JS1を製作させた。マシン名称となった「JS」は亡くなった盟友「ジョー・シュレッサー」のイニシャルである。
リジェはコンストラクターとしてスポーツカーレースのカテゴリーで地位を確立したが、1974年末にマトラ・スポーツの資産を購入し最高峰カテゴリーであるF1世界選手権へ進出する。チームは1976年にジャック・ラフィットを起用してF1参戦を開始し、1979年と1980年のマシン「JS11」は高い戦闘力を発揮しラフィット、パトリック・デパイユ、ディディエ・ピローニらのドライブで大きな成功を収めた。1981年、リジェの旧友であるフランソワ・ミッテランが大統領に就任し、1983年には国有企業のエルフやジタン、フランセーズ・デ・ジュー（スポンサー名義は「ロト」くじ。1992年からは「ロト・スポルティフ」）などにリジェのスポンサーとなるよう命じ、これはその後問題となっていく。
また、リジェはエンジン供給の面でも優遇を受けた。ルノーは政治的圧力をかけられ、チームは1984年から86年、1992年から94年にかけてルノーエンジンを使用することができた。1985年から1986年にはルノー・ワークスチームでチームマネージャーをしていたジェラール・ラルースを引き入れ、リジェ・チームのチームマネージャーに就任させるが、1987年にラルースが独立し自らのチーム「ラルース・カルメル」でのF1参戦を開始すると犬猿の仲となり、1990年シーズンのラルースのポイント剥奪処分には、無論ラルース側のシーズンエントリー時の不手際が原因ではあったものの、リジェが親交のあるFISAのジャン＝マリー・バレストル会長に抗議を訴えたことが発端であった。この件以外にもラルースが使用していたランボルギーニV12エンジンをリジェが資金力に物を言わせ「ルノーエンジンを搭載するまでの1年間のつなぎのため」だけにランボルギーニ側にラルースとの契約の倍の年間契約金を払うと持ち掛け、1991年に契約を奪い取ったこともある。
リジェ-ミッテラン-ベレゴヴォワの関係は1990年代初めに頂点を迎え、リジェはマニクール・サーキットの改修事業の新本部長に就任、当時のFISA会長ジャン＝マリー・バレストルを抱き込み1991年からマニクールで新たなフランスグランプリを開催することを決定した。ミッテラン大統領とベレゴヴォワ首相はこの考えを支持した。
1991年オフシーズン、ネルソン・ピケの移籍及びアラン・プロストのドライバー兼任共同オーナー就任の話が出たが、交渉の結果どちらも決裂している。

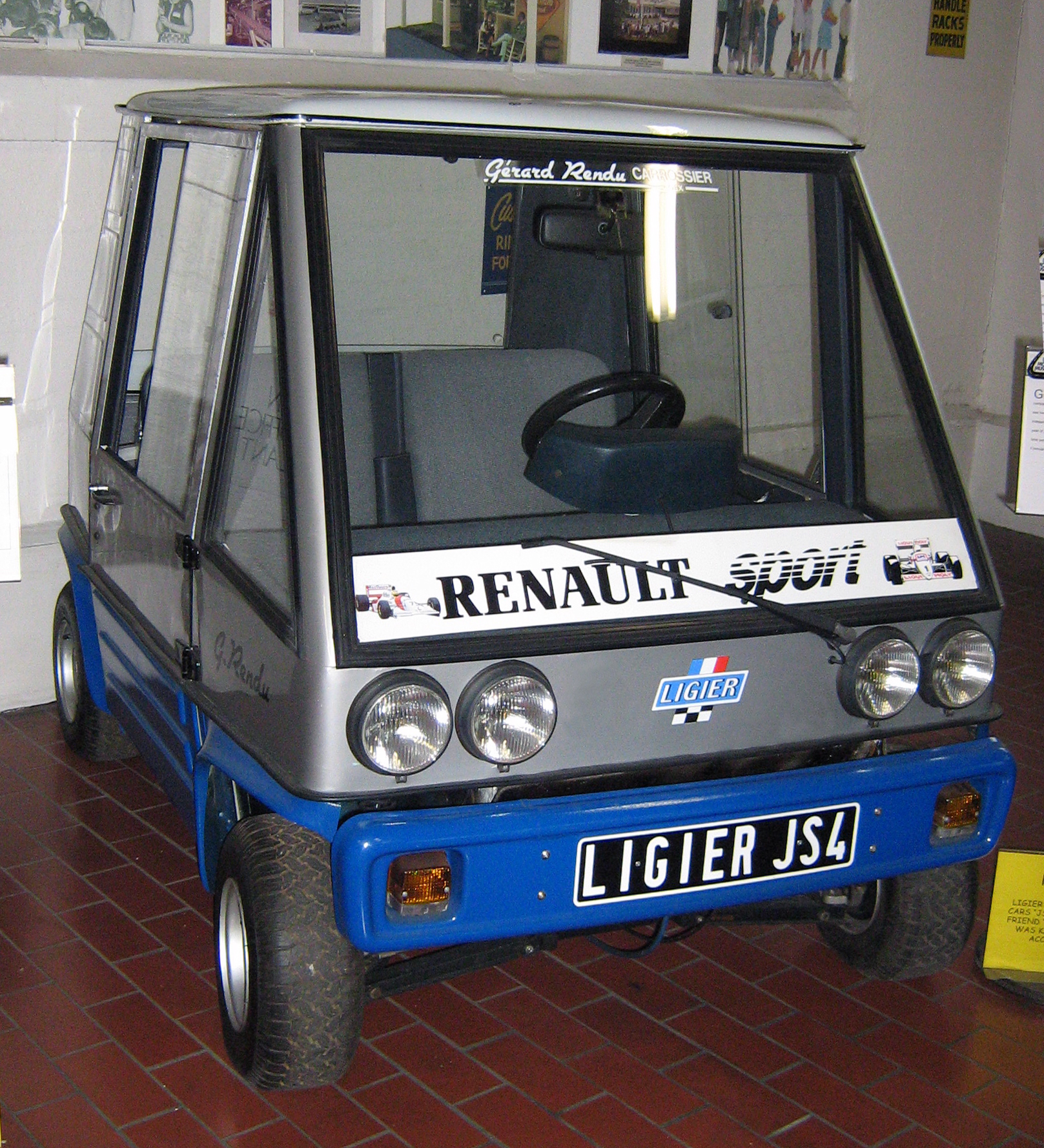
マイクロカーのリジェ・JS4。

1992年、リジェは社会党政権がいつまでも続かないことを悟り（当時もっとも強力と言われたルノーエンジンを搭載したマシンをもってしても、結果が思うように出なかったことに失望し、チーム運営への情熱を失ったことも理由の一つ）、同年末にはルノーエンジン獲得を望んでいたマクラーレンのロン・デニスとの吸収合併の交渉についたが決裂。チームを実業家のシリル・ド・ルーブルに売却し、グランプリから引退した。彼はその資金をフランス中部の市場で天然肥料を買い占めるのにつぎ込み、新たな資産を築き上げようとした。数カ月後にミッテランの社会党は選挙で敗北を喫し、ベレゴヴォワは1993年5月1日に自殺した。
リジェはまた、マイクロカー製造事業でも成功を収めた。F1チームはド・ルーブルからフラビオ・ブリアトーレ、トム・ウォーキンショーとブリアトーレの共同オーナー時代を経てアラン・プロストが購入し、プロスト・グランプリと改名された。
2015年8月23日死去。85歳没。

## レース戦績

### F1
(key) （太字はポールポジション）
| 年     | チーム     | シャシー       | エンジン       | 1      | 2      | 3      | 4      | 5      | 6       | 7      | 8   | 9       | 10      | 11     | 順位 | ポイント |
| ------ | ---------- | -------------- | -------------- | ------ | ------ | ------ | ------ | ------ | ------- | ------ | --- | ------- | ------- | ------ | ---- | -------- |
| 1966年 | ギ・リジェ | クーパー・T81  | マセラティ V12 | MON NC | BEL NC | FRA NC | GBR 10 | NED 9  | GER DNS | ITA    | USA | MEX     |         |        | NC   | 0        |
| 1967年 | ギ・リジェ | クーパー・T81  | マセラティ V12 | RSA    | MON    | NED    | BEL 10 | FRA NC |         |        |     |         |         |        | 19位 | 1        |
| 1967年 | ギ・リジェ | ブラバム・BT20 | レプコ V8      |        |        |        |        |        | GBR 10  | GER 8* | CAN | ITA Ret | USA Ret | MEX 11 | 19位 | 1        |

*リジェは1967年ドイツグランプリで8位となったが、前にF2車両が2台いたため6位のポイントを獲得している。

### ル・マン24時間レース
| 年     | チーム                          | コ・ドライバー                 | 使用車両                    | クラス | 周回 | 総合順位 | クラス順位 |
| ------ | ------------------------------- | ------------------------------ | --------------------------- | ------ | ---- | -------- | ---------- |
| 1964年 | アウグスト・ヴェウィレ          | ロベール・ブーシェ             | ポルシェ・904/4 GTS         | GT 2.0 | 323  | 7位      | 1位        |
| 1965年 | フォード・フランス S.A.         | モーリス・トランティニアン     | フォード・GT40 ロードスター | P 5.0  | 11   | DNF      | DNF        |
| 1966年 | フォード・フランス S.A.         | ボブ・グロスマン               | フォード・GT40              | S 5.0  | 205  | DNF      | DNF        |
| 1967年 | フォード・フランス S.A.         | ジョー・シュレッサー           | フォード・GT40 Mk.IIB       | P +5.0 | 183  | DNF      | DNF        |
| 1970年 | エキュリー・インタースポーツ SA | ジャン＝クロード・アンドリュー | リジェ・JS1                 | P 2.0  | 65   | DNF      | DNF        |
| 1971年 | オートモビルス・リジェ          | パトリック・デパイユ           | リジェ・JS3                 | P 3.0  | 270  | NC       | NC         |
| 1972年 | オートモビルス・リジェ          | ジーン・フランソワ・ピオット   | リジェ・JS2                 | S 3.0  | 7    | DNF      | DNF        |
| 1973年 | オートモビルス・リジェ          | ジャック・ラフィット           | リジェ・JS2                 | S 3.0  | 24   | DSQ      | DSQ        |

## 参照
1. ↑  F1の新レギュレーションを喜んだ男 Racing On No.008 30頁 1986年12月1日発行
2. ↑  エスポ日記 グランプリ・エクスプレス '90オーストラリアGP号 29頁 1990年11月24日発行
3. ↑  合意に至らなかった最大の要因はルノーが求めたエルフガソリンの使用を、シェルを持つデニスがどうしても飲めなかったため。マクラーレン、ルノー獲得ならず 93年プログラムに遅れ F1速報 テスト情報号 33頁 1993年2月12日発行
4. ↑  ギ・リジェチーム売却を決意し引退 新オーナーにド・ルーブル氏  F1速報 テスト情報号 33頁 1993年2月12日発行
5. ↑  Catherine Pacary (2015年8月26日). “L’adieu à Guy Ligier, ancien pilote et patron d’écurie de Formule 1” (フランス語). ル・モンド 2015年9月10日閲覧。